# 基哥利·基尼地亞
格哥利·哥地亞（法語：Grégory Gaultier，1982年12月23日—），法國壁球男子選手，兩次英國公開賽、一次卡塔爾經典賽以及兩次年美國公開賽冠軍，4度打進世界壁球錦標賽決賽但都屈居亞軍。他於2009年11月短暫登上過世界排名第一的位置，為法國第二位登上球王寶座的選手；2014年他再度重回球王寶座8個月。 終於2015美國的世界錦標賽奪取冠軍，一雪2006年的失去冠軍寶座之痛 